# Elpída
 (juin 2011).
Si vous disposez d'ouvrages ou d'articles de référence ou si vous connaissez des sites web de qualité traitant du thème abordé ici, merci de compléter l'article en donnant les références utiles à sa vérifiabilité et en les liant à la section « Notes et références ».
Elpída, de son vrai nom, Elpída Karayiannopoúlou (grec moderne : Ελπίδα Καραγιαννοπούλου), née le 1er octobre 1949 à Sperchiáda en Grèce, est une chanteuse et auteure-compositrice grecque.

## Biographie
Elpída commence sa carrière de chanteuse en 1970, lorsqu'elle devient chanteuse d'un orchestre et enregistre par la suite un album avec eux.
En 1972, elle participe au Festival de musique de Thessalonique avec la chanson Den Ton eida (Δεν τον είδα, « Je ne l'ai pas vu ») et est présentée au public. La même année, elle enregistre également son premier album solo, qui est présenté en direct avec ses collègues chanteurs Georges Dalaras, Giannis Parios (en), Tolis Voskopoulos (en), Giorgos Marinos (el), Yánnis Poulópoulos, Háris Alexíou et Grigóris Bithikótsis.
En 1973, ERT estime Elpída la chanteuse la plus populaire dans le pays à cette époque.
Elpída prend ensuite part à 13 festivals semblables à ceux de Thessalonique, y compris celui de Tokyo en 1974, où elle se place deuxième, et le Festival de Viña del Mar au Chili en 1975, qu'elle remporte avec la chanson Pos pes mou pos. Elle reçoit divers prix tels que la « récompense d'interprétation » en Pologne et une récompense pour la télévision en Bulgarie. Elle fait également de nombreuses apparitions à la télévision en Amérique latine, Espagne, Allemagne, Angleterre, Hollande, les pays scandinaves et fait plusieurs apparitions à la télévision en Israël.
En 1979, Elpída est choisie pour participer au Concours Eurovision de la chanson pour représenter la Grèce. Elle chante la chanson Sokrati (Σωκράτη, Socrate) et se place huitième, recevant 69 points de 19 pays participants. Elle sort un album qui atteint les ventes d'or en Israël et qui a atteint la 6e place dans les charts au Portugal. Sept ans plus tard, elle apparaît à l'Eurovision une fois de plus, en 1986, mais en tant que représentante de Chypre. Elle y chante Tora zo (Τώρα ζω, maintenant je vis), mais rencontre moins de succès qu'en 1979, remportant seulement quatre points et terminant à la 20e place (dernière).
1988 voit la sortie de l'album Flas dont la chanson Opos se thelo s'oneirevomai devient un hit radio. En 1994 sort son seizième album studio intitulé Mes Ti Nihta Hathika, sur une musique de Thanassis Kargidis et Panos Falaras.